# Pitcairn a Unia Europejska
Pitcairn jest brytyjskim terytorium zależnym, o statusie terytorium zamorskiego (overseas territories). Nie jest częścią Unii Europejskiej i tylko w minimalnym stopniu respektuje prawo wspólnotowe. Wspólne relacje dwustronne zostały ustanowione specjalną decyzją Rady 76/568/EWG. W latach 2000–2007 otrzymała 2 mln euro z Europejskiego Funduszu Rozwoju, w latach 2008- 2013 przyznano kwotę w wysokości 2,4 mln euro. 
| Terytorium specjalne | aplikacja prawa wspólnotowego | stosowanie prawa wspólnotowego w lokalnym sądownictwie? | EURATOM? | Obywatelstwo UE? | wybory europejskie? | Strefa Schengen? | strefa VAT UE? | obszar celny UE? | jednolity rynek? | strefa euro? |
| -------------------- | ----------------------------- | ------------------------------------------------------- | -------- | ---------------- | ------------------- | ---------------- | -------------- | ---------------- | ---------------- | ------------ |
| Pitcairn             | minimalne (OCT)               | Tak                                                     | Tak      | Tak              | Nie                 | Nie              | Nie            | Nie              | częściowo        | Nie, NZD     |